# Headless Cross
Headless Cross – studyjny album brytyjskiej grupy Black Sabbath wydany w kwietniu 1989, drugi album z wokalistą Tonym Martinem.

## Lista utworów
1. "The Gates of Hell" – 1:04
2. "Headless Cross" – 6:15
3. "Devil & Daughter" – 4:32
4. "When Death Calls" – 6:41
5. "Kill in the Spirit World" – 4:59
6. "Call of the Wild" – 5:09
7. "Black Moon" – 3:56
8. "Nightwing" – 6:19

Utwór dodatkowy (edycja LP)
1. "Cloak and Dagger" – 4:36

## Twórcy
- Tony Martin – wokal
- Tony Iommi – gitara
- Geoff Nicholls – instrumenty klawiszowe
- Laurence Cottle – gitara basowa
- Cozy Powell – perkusja
- Brian May – solo gitarowe w "When Death Calls"